# Krystyna Weintritt
Krystyna Maria Weintritt (ur. 6 grudnia 1945, zm. 24 marca 2014 w Łodzi) – polska nauczycielka i animatorka kultury.

## Życiorys
Pracowała jako nauczycielka (1970–1974), specjalistka ds. kultury (1974–1985) i kierownik Klubu Nauczyciela w Łodzi (od 1986), a następnie jako dyrektor Centrum Kultury Młodych w Łodzi (od 1992), będącym wówczas jednym z wiodących domów kultury w mieście. W ramach działalności kulturalnej w CKM organizowała m.in. spotkania z ludźmi teatru, sesje popularnonaukowe oraz przeglądy teatralne (Ogólnopolski Festiwal Małych Form Teatralnych w Języku Niemieckim, Przegląd Teatrzyków Przedszkolnych „Moja Ulubiona Bajka” i Ogólnopolskie Konfrontacje Teatrów Młodzieżowych). Podczas pełnienia przez nią funkcji dyrektora CKM wzbogacono o działalność taką jak: autorskie programy edukacyjne, akcje profilaktyczne, działalność na rzecz osób niepełnosprawnych i udział w europejskich programach edukacyjno-kulturalnych. W okresie pełnienia przez Weintritt funkcji dyrektora CKM było laureatem nagrody Ministerstwa Kultury i Dziedzictwa Narodowego oraz Towarzystwa Kultury Teatralnej za działalność teatralną oraz zostało dwukrotnie wyróżnione dyplomem Ministra Kultury za osiągnięcia w upowszechnianiu Kultury (2004, 2009).
Weintritt ponadto współorganizowała Ogólnopolskie Konfrontacje Teatrów Młodzieżowych – XIX edycji, Międzynarodowy Blues Rock & Roll Festiwal – X edycji, Międzynarodowe Warsztaty Folklorystyczne – XVI edycji, Międzynarodowe Festiwale z cyklu „Spotkania z Kulturą Gór” oraz należała do grupy inicjatywnej ogólnopolskiej akcji „Dotknij Teatru”, a także do organizacji i stowarzyszeń, takich jak: Klub Krystyn, Bussiness Professional Women, Stowarzyszenie na Rzecz Edukacji Kulturalnej i Pomocy Społecznej „Szansa”. Ponadto była członkiem Komisji Kultury Rady Miejskiej Łodzi.
Została pochowana na cmentarzu braci oblatów w Lublińcu.

## Wyróżnienia
- Srebrny Medal „Zasłużony Kulturze Gloria Artis” (2009)[7],
- Medal Złoty za Długoletnią Służbę (2017 – pośmiertnie),
- Odznaka honorowa „Zasłużony dla Kultury Polskiej”,
- Odznaka „Za Zasługi dla Miasta Łodzi”,
- Odznaka „Zasłużony Działacz Kultury”,
- Nominacja do tytułu „Łodzianina Roku” (1997, 2012)[5].